# Carina Nynäs
Carina Maria Elisabeth Nynäs, född 25 september 1960 i Jakobstad, är en finlandssvensk författare och journalist.
Carina Nynäs avlade 2002 filosofie licentiatexamen i nordisk historia vid Åbo Akademi. Hon debuterade 1992 med novellsamlingen Paradisödlan men har sedan 1997 ägnat sig åt poetisk produktion, för vilken hon har belönats med flera priser. Hon har publicerat sammanlagt fem diktsamlingar.
Som journalist har Nynäs medverkat i såväl finlandssvensk som rikssvensk press samt varit verksam vid Finsk Tidskrift, åren 1992–1997 som redaktionssekreterare och sedan 2001 som huvudredaktör.

## Priser och utmärkelser
- 1990 – Arvid Mörne-priset, tredjepris[4]
- 2000 – Svenska Yles litteraturpris
- 2010 – Svenska litteratursällskapet i Finlands pris ur Ragnar, Ester, Rolf och Margareta Bergboms fond[5]
- 2011 – Längmanska kulturfondens litteraturpris[6]